# Ginny Hoffman
Ginny Hoffman (née Ginette Annabelle Hoffman Ocampo, le 15 septembre 1973 à Mexico, au Mexique) est une actrice de nationalité mexicaine. Elle a participé à de nombreuses telenovelas. 

## Biographie
Ginny Hoffman a pratiqué dans son enfance la gymnastique pour imiter Nadia Comăneci, mais «Anita la huerfanita» a changé de voie et l'émission Chiquilladas la lance comme vedette infantile aux côtés de  Lucero, Carlitos Espejel, Aleks Syntek et Pierre Angelo.
Sa sœur s'appelle Jessie Hoffman. Elle a divorcé de Héctor Parra avec qui elle a eu une fille nommée Alexa.
Actuellement elle est mariée à l'homme d'affaires Alberto Ocampo avec elle a relation amoureuse datant de novembre 2009.

## Carrière
En 1980 elle réalise quelques participations dans l'émission Alegrías de medio día. 
En 1981, au Mexique naît le premier panda géant en captivité appelé « Towi (Tohuí) » et Ginny Hoffman interprète la chanson Towi Panda.
Les années 1980 voient naître une génération d'acteurs enfants qui passent dans l'émission Chiquilladas, où sont parodiées des telenovelas, des émissions et des personnalités comme Cantinflas, Lupita D'Alessio, José José, Lolita Ayala, Amanda Miguel
, Jacobo Zabludovsky, Raúl Velasco, et d'autres célébrités de l'époque.
En 1986, l'équipe originelle de Chiquilladas se réunit dans une émission spéciale de fin d'année et ont tous chanté la chanson Amigos.
En 1987, Ginny devient la présentatrice de l'émission Corre GC Corre et actrice dans des telenovelas comme Dulce desafío, Tenías que ser tú et Las tontas no van al cielo. Elle participe aussi à la série Mujer, casos de la vida real. Elle joue dans la pièce de théâtre Confesiones de Mujeres de 30.
En 2016, elle intègre l'équipe artistique de la telenovela Sueño de amor dont l'antagoniste principal est Julián Gil.

## Filmographie

### Telenovelas
- 1988-1989 : Dulce desafío : Marcela Zedena
- 1992 : Tenías que ser tú
- 2002 : Así son ellas : Rocío
- 2008 : Las tontas no van al cielo : Cecilia
- 2009 : Camaleones : Gabriela
- 2016 : Sueño de amor : Begoña Montoya de Contreras

### Doublage
- 1984 : Young People's Specials : Molly Bryson
- 2007 : La leyenda de la nahuala : Sra. López

### Programmes télévisés
- 2011 : Como dice el dicho : Coral Capítulo: No dejes para mañana, lo que puedes hacer hoy
- 2009 : Adictos : saison 1, épisode 17 Robar
- 2009 : Para ti que Sueñas con ser Estrella : invitée
- 2005 : Incógnito Un sketch, épisode Cazafantasmas
- 1996-2001 : Mujer, casos de la vida real : épisodes En sueños, Protegernos entre mujeres (2001), Las opciones (1996)
- 1999 : De nuez en cuando : invitée
- 1998 : Derbez en Cuando : quelques sketches
- 1992 : Papá soltero : Gina épisode Quién te recomienda
- 1987 : Corre GC Corre : présentatrice au côté de gato GC
- 1982-1987 : Chiquilladas : présentatrice/imitatrice
- 1981 : Sábados Efectivos
- 1980 : Alegría de medio día : Invité

### Autres
- 1993 : Emma and Elvis : Mc Dermott

### Théâtre
- Confesiones de mujeres de 30
- 1980 : Anita la Huerfanita